# Střevlík fialový
Střevlík fialový (Carabus violaceus) je druh dravého brouka z čeledi střevlíkovitých. Je střední velikosti s délkou 20 až 35 milimetrů. Je nápadný svým mohutným tělem a jasným fialovým až modrofialovým zbarvením lemu krovek.

## Biologie
Ve dne se střevlík fialový schovává do stinných míst, například pod kameny a dřevo. Aktivní je převážně v noci, kdy svými mohutnými kusadly loví žížaly a drobný hmyz. Kvůli zakrnělým zadním křídlům není schopen létat. Pokud se cítí v ohrožení, vztyčí se na zadní nohy, aby vypadal větší a ze žláz na zadečku vypouští páchnoucí sekret. Krovky jsou hladké a mají výhradně černou barvu, ale lem krovek může být fialový až modrofialový. Larvy se líhnou v létě, a dospělci jsou aktivní od dubna do října a zbytek roku přezimují ve tlejícím dřevě.

## Výskyt
Vyskytuje se hlavně ve smíšených lesích, zahradách a parcích. Najdeme ho od nížin až do vrchovin a byl nalezen i ve výšce 1900 metrů nad mořem.

## Rozšíření

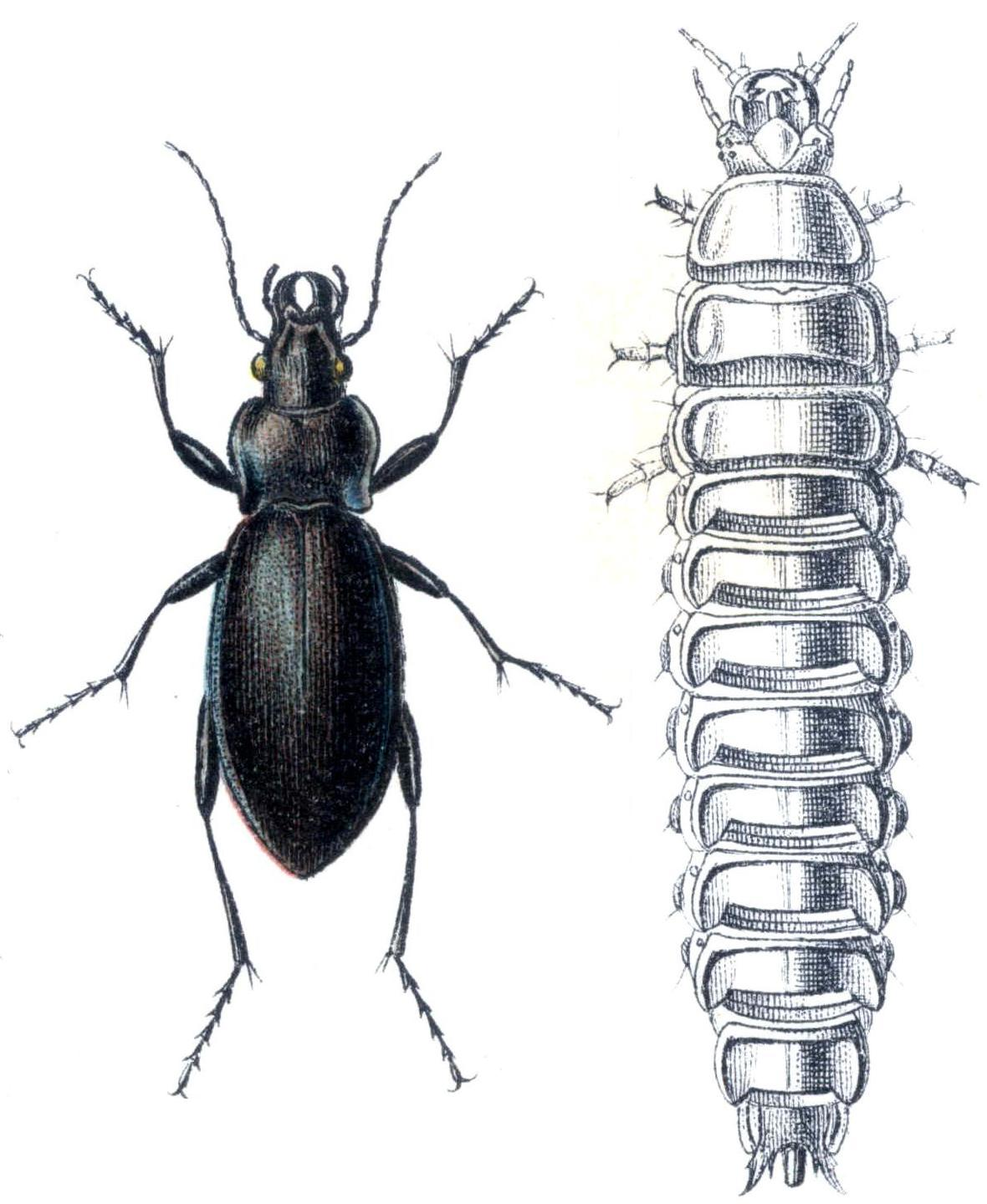
Dospělec a larva

Střevlík fialový se vyskytuje ve většině států Evropy, mimo některé ostrovy, Slovinsko, Portugalsko a evropskou část Turecka. V jeho celém areálu rozšíření je mnoho poddruhů. V České republice se vyskytuje hlavně poddruh Carabus violaceus violaceus.